# Archaeodontosaurus
Archaeodontosaurus ("thằn lằn cổ đại có răng") là một chi khủng long chân thằn lằn, chúng xuất hiện từ kỷ Jura. Hóa thạch của nó được tìm thấy ở Madagascar. Loài điển hình, Archaeodontosaurusdescouensi, được miêu tả lần đầu tiên trong tháng 9 năm 2005. Cái tên được dùng để vinh danh nhà sưu tập Didier Descouens.

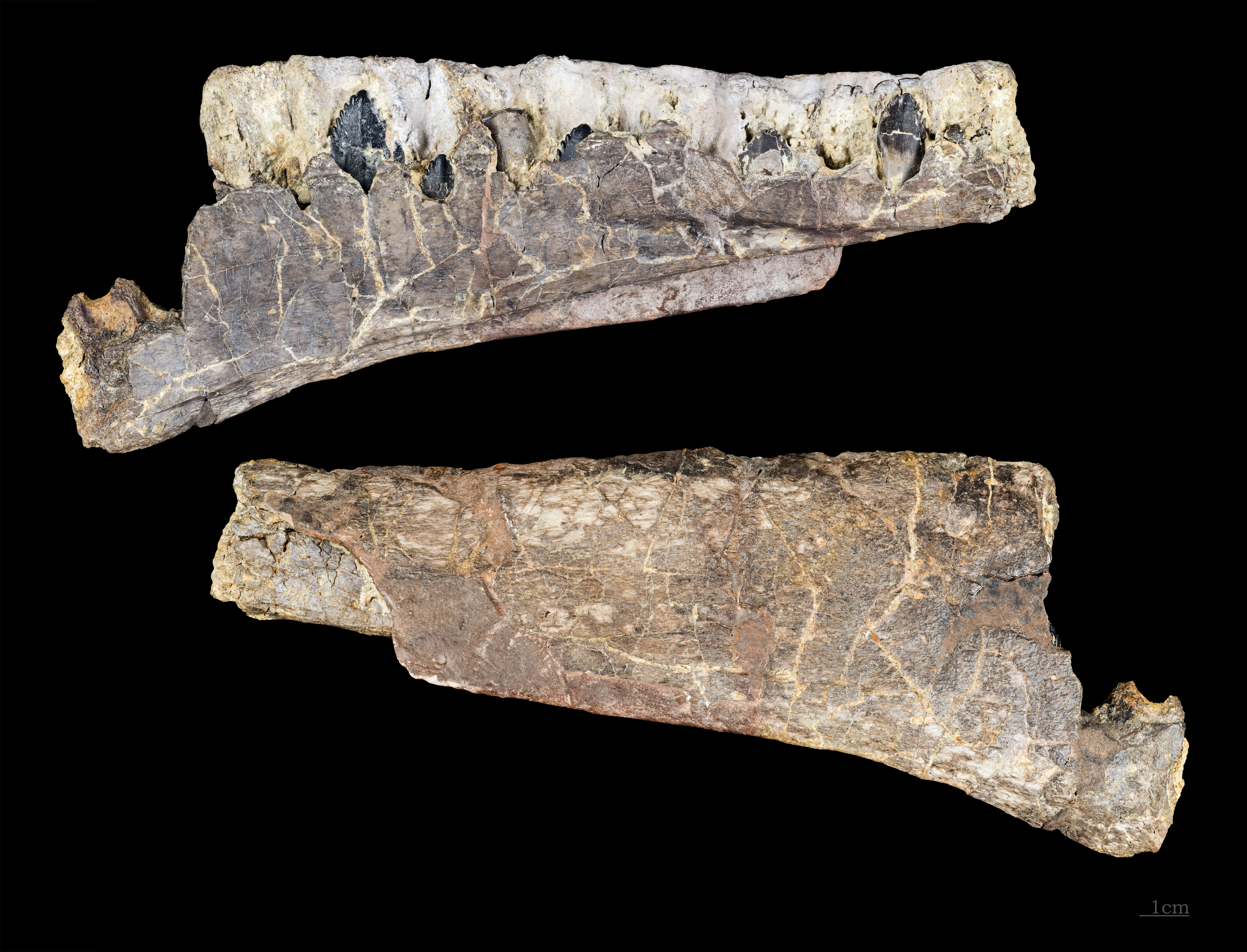
Archaeodontosaurus descouensi